# Halové mistrovství České republiky v atletice 2001
Halové mistrovství ČR v atletice 2001 se uskutečnilo ve dnech 17.–18. února 2001 v Praze.

## Medailisté

### Muži
| Soutěž                         | Zlato                                                                  | Stříbro                                                                      | Bronz                                                                            |
| 60 m                           | Radek Řechka 6.76                                                      | Jan Kritzbach 6.81                                                           | Roman Zubek 6.82                                                                 |
| 200 m                          | Radek Zachoval 20.80                                                   | Jiří Vojtík 21.41                                                            | Roman Zubek 21.74                                                                |
| 400 m                          | Jiří Mužík 46.84                                                       | Štěpán Tesařík 47.00                                                         | Filip Klvaňa 47.38                                                               |
| 800 m                          | Lukáš Vydra 1:52.77                                                    | Pavel Soukup 1:52.96                                                         | Karel Znojil 1:53.58                                                             |
| 1500 m                         | Michal Šneberger 3:46.68                                               | Vladimír Pospíšil 3:47.49                                                    | Vladimír Bartůněk 3:47.94                                                        |
| 3000 m                         | Michael Nejedlý 8:16.09                                                | Lubomír Pokorný 8:19.51                                                      | Petr Pícha 8:21.24                                                               |
| 60 m př.                       | Roman Šebrle 7.87                                                      | Pavel Bureš 7.99                                                             | Pavel Ďurica 8.13                                                                |
| 4 × 200 m                      | Roman Zubek Jiří Kmínek Milan Kovář Štěpán Tesařík Dukla Praha 1:27.63 | Václav Bláha Petr Habásko Jindřich Šimánek Michal Uhlík Slavia Praha 1:28.13 | Michal Křivohlavý Tomáš Černý Lukáš Topiarz Martin Hochman Dukla Praha B 1:31.00 |
| Skok do výšky                  | Jan Janků 227                                                          | Svatoslav Ton 223                                                            | Tomáš Ort 219                                                                    |
| Skok o tyči                    | Adam Ptáček 540                                                        | Petr Špaček 540                                                              | Radek Hončl 540                                                                  |
| Skok daleký                    | Roman Šebrle 775                                                       | Milan Kovář 772                                                              | Tomáš Votava 762                                                                 |
| Trojskok                       | Tomáš Cholenský 15.74                                                  | Miron Mutyaba 15.24                                                          | Martin Sýkora 15.08                                                              |
| Vrh koulí                      | Miroslav Menc 20.68                                                    | Petr Stehlík 19.19                                                           | Antonín Žalský 18.05                                                             |
| Sedmiboj Praha 27. – 28.1.2001 | Aleš Pastrňák 5422 bodů                                                | Michal Žižka 5407 bodů                                                       | Tomáš Petříček 5248 bodů                                                         |

### Ženy
| Soutěž                        | Zlato                                                                                 | Stříbro                                                                                | Bronz                                                                                  |
| 60 m                          | Štěpánka Klapáčová 7.47                                                               | Pavla Andrýsková 7.51                                                                  | Jana Hajná 7.58                                                                        |
| 200 m                         | Štěpánka Klapáčová 24.01                                                              | Pavla Andrýsková 24.73                                                                 | Jana Hajná 25.08                                                                       |
| 400 m                         | Helena Fuchsová 51.99                                                                 | Jitka Burianová 53.12                                                                  | Tereza Žížalová 54.23                                                                  |
| 800 m                         | Petra Sedláková 2:07.09                                                               | Eva Šebrlová 2:07.81                                                                   | Veronika Plesarová 2:09.04                                                             |
| 1500 m                        | Andrea Šuldesová 4:14.77                                                              | Renata Hoppová 4:17.17                                                                 | Jana Kapounová 4:30.18                                                                 |
| 3000 m                        | Petra Drajzajtlová 9:23.85                                                            | Lenka Švaňhalová 9:31.90                                                               | Marie Volná 9:38.12                                                                    |
| 60 m př.                      | Lucie Škrobáková 8.45                                                                 | Jana Klečková 8.57                                                                     | Kateřina Nekolná 8.59                                                                  |
| 4 × 200 m                     | Lenka Ostravská Kateřina Nekolná Štěpánka Klapáčová Lucie Komrsková USK Praha 1:38.69 | Markéta Pernická Pavla Brodzáková Kateřina Bábová Eva Follnerová SSK Vítkovice 1:40.06 | Jana Polívková Zdeňka Tučanová Eva Horová Stanislava Batlíková Spartak Praha 4 1:42.01 |
| Skok do výšky                 | Barbora Laláková 180                                                                  | Iva Straková 175                                                                       | Lucie Vavříková 175                                                                    |
| Skok o tyči                   | Pavla Hamáčková 441                                                                   | Kateřina Baďurová 425                                                                  | Michaela Boulová 380                                                                   |
| Skok daleký                   | Lucie Komrsková 627                                                                   | Martina Darmovzalová 617                                                               | Veronika Navrátíková 609                                                               |
| Trojskok                      | Dagmar Urbánková 12.56                                                                | Petra Daňková 12.31                                                                    | Jaroslava Neumanová 12.26                                                              |
| Vrh koulí                     | Věra Pospíšilová 16.25                                                                | Lucie Vrbenská 15.44                                                                   | Kamila Hlaváčová 14.82                                                                 |
| Pětiboj Praha 27. – 28.1.2001 | Jana Klečková 4248 bodů                                                               | Kateřina Nekolná 4130 bodů                                                             | Hana Doleželová 3735 bodů                                                              |